# Mole Man
The Mole Man is een fictieve superschurk uit de strips van Marvel Comics. Hij werd bedacht door Stan Lee en Jack Kirby, en verscheen voor het eerst in Fantastic Four (Volume 1) #1. Hij is een vijand van de Fantastic Four, en tevens de eerste vijand die ze ooit bevochten.

## Biografie
De Mole Man was oorspronkelijk Harvey Rupert Elder, een Amerikaanse wetenschapper en ontdekkingsreiziger. Elder werd geschuwd door de gemeenschap vanwege zijn arrogante persoonlijkheid en zijn geringe lengte. Zijn mede ontdekkingsreizigers lachten hem uit vanwege zijn theorieën over een holle aarde. In 1956 ontdekte Elder het eiland Monster Island, wat toen nog de basis was van de Deviant genaamd Warlord Kro.
Toen Elder in een massieve grot viel die leidde naar het ondergrondse rijk Subterranea, meende hij eindelijk bewijs te hebben gevonden voor zijn theorie. Echter, hij liep permanente gezichtsbeschadiging op toen hij naar een grote groep diamanten keek en hierdoor fel licht in zijn ogen werd gereflecteerd. Gedeeltelijk verblind hernoemde Elder zichzelf de Mole Man, en maakte de grot tot zijn nieuwe thuis. Hij werd de leider van een Subterreaanse groep genaamd de Moloids. Hij gebruikte de technologie van Subterranea en de wezens van de Deviants om de bovenwereld herhaaldelijk aan te vallen. De Mole Man werd bij zijn aanval gestopt door de Fantastic Four in hun eerste avontuur.
Mole Men’s Deviant wezens, ook wel bekend als de "Mole Man's Monsters", waren onder andere een driekoppige Tricephalous, de Megataur, en de vogel/insect hybride "Skreeal". De Mole Man had ook een groep van bovenmenselijke helpers genaamd de Outcasts. Daarnaast werkte hij af en toe samen met Kala, de koningin van de Subterraneaanse Onderwereld.
Later gaf Mole Man zijn plannen voor wraak en veroveringen op en besloot een toevluchtsoort te maken voor anderen die waren verworpen door de bovenwereld. Zijn twee pogingen dit voor elkaar te krijgen leidden tot de dood van de meeste bezoekers. Eenmaal liet hij zelfs Adam Warlocks superheldenteam Infinity Watch Monster Island als basis gebruiken zodat ze zijn toevluchtsoort konden beschermen. Nadat dit team uiteen viel keerde Mole Man blijkbaar terug naar zijn oude leven. Hij was nu echter meer geobsedeerd door het regeren van de onderwereld dan de bovenwereld. Zijn activiteiten boven de grond waren de laatste jaren enkel reacties op bedreigingen voor zijn volk.
De Mole Man is niet de meest gevaarlijke of kwaadaardige superschurk die de Fantastic Four hebben bevochten. Hij is vooral bekend omdat hij de eerste schurk was die ze tegenkwamen. Gezien de technologie die hij tot zijn beschikking heeft zou hij, als hij dat echt zou willen, de wereld kunnen veroveren. Wel is de Mole Man verantwoordelijk voor veel materiële schade omdat hij voortdurend zijn enorme monsters aan laat vallen.

## Krachten en vaardigheden
De Mole Man heeft geen bovenmenselijke vaardigheden, maar hij lijkt sinds de jaren 50 nauwelijks ouder te zijn geworden. Hij is een groot genie met technologische kennis die eeuwen voorloopt op de huidige wetenschap. Hij was in staat buitenaardse technologie die volkomen vreemd was voor zijn cultuur en leefomgeving te begrijpen.
Mole Mans ogen zijn zeer gevoelig voor licht. Normaal daglicht kan hem al verblinden. Om dit tegen te gaan draagt hij een speciale bril die fel licht verzwakt tot een niveau dat hij kan verdragen, en zwak licht versterkt zodat hij beter kan zien. Door zijn slechte gezichtsvermogen zijn z’n andere zintuigen sterk toegenomen tot een niveau gelijk aan dat van Daredevil.
De Mole Man vecht met een staf en heeft een eigen vechtstijl ontwikkeld die sterk lijkt op bojutsu. Ondanks zijn geringe formaat en spierkracht is hij een zeer professionele vechter indien hij gewapend is met zijn staf. Hij heeft naast zijn standaard staf ook een aantal speciale modellen met wapens erin.
Mole Man heeft een leger van Subterreaanse mensen en monsters tot zijn beschikking.

## Ultimate Mole Man
In het Ultimate Marvel universum was de Mole Man een wetenschapper in het Baxter Building genaamd Dr. Arthur Molekevic. Zijn bijnaam Mole Man kreeg hij van zijn studenten. Hij werd ontslagen omdat hij experimenteerde met het maken van leven, en verdween onder de grond samen met zijn Moloids. De grot waar hij zich in terugtrok bevatte geavanceerde technologie, waarschijnlijk gemaakt door een oude beschaving.
Toen de Fantastic Four hun krachten kregen en door Mr. Fantastics teleportatiemachine naar verschillende plaatsen in de wereld werden gestuurd, belandde Sue Storm in de grot van de Mole Man, die net op het punt stond zijn wezens New York aan te laten vallen. Hij werd gestopt door de Fantastic Four.

## In andere media

### Marvel Cinematic Universe
Sinds 2025 verscheen het personage in het Marvel Cinematic Universe en wordt hierin vertolkt door Paul Walter Hauser. De schurk wordt geïntroduceerd in The Fantastic Four: First Steps (2025), in een alternatief universum van de primaire tijdlijn in het Marvel Cinematic Universe. Harvey Elder is onder andere te zien in de volgende film:
- The Fantastic Four: First Steps (2025)

### Televisieseries
- Mole Man verscheen in de Fantastic Four animatieserie uit 1967.
- In de Spider-Man animatieserie uit 1967 kwam een personage voor genaamd Mugs Riley, die zichzelf de Mole Man noemde. Maar net als veel andere Marvel stripfiguren uit deze animatieserie kwam deze “Mole Man” niet overeen met de stripversie.
- Mole Man verscheen in de Fantastic Four animatieserie uit 1994. Zijn stem werd hierin gedaan door Gregg Berger.
- Een in de riolen wonend personage genaamd de "Jeweller" verscheen in de nooit uitgebrachte film The Fantastic Four uit 1994. Deze Jeweller vertoont sterke overeenkomsten met de Mole Man.
- Mole Man komt voor in de Fantastic Four animatieserie. Zijn stem wordt hierin gedaan door Paul Dobson.
- Mole Man heeft een gastrol in de serie Hulk and the Agents of S.M.A.S.H. in de aflevering "Of Moles and Men", waarin David Harvard Lawrence zijn stem doet. Hierin spant hij samen met de Hulk om een groep monsterlijke larven te verslaan, en is zo voor de verandering eens niet de schurk.

### Videospellen
- Mole Man verscheen in het Fantastic Four videospel uit 2005. Zijn stem werd gedaan door Barry Dennen. In het spel stuurt hij zijn handlangers eropuit om de Fantastic Four te bevechten en gaat niet zelf het gevecht aan.

## Parodieën
- Een parodie op de Mole Man genaamd The Underminer verscheen aan het einde van de film The Incredibles en in het spel The Incredibles: Rise of the Underminer.

- De Mole Man werd geparodieerd in de The Simpsons aflevering Hello Gutter, Hello Fadder.

- Het Darkwing Duck personage Professor Moliarty is gedeeltelijk gebaseerd op de Mole Man.